# 森本竜馬
森本 竜馬（もりもと りょうま、1990年9月5日 - ）は、日本の俳優、歌手、YouTuber、タレント、モデルである。兵庫県出身。

## 略歴
2012年からLINK Entertainmentに所属しWALLOPに出演、2013年に舞台『火男の火』にて初舞台を踏む。
2014年、カニリカプロデュースの俳優集団NAKED BOYZの第5期研究生となる。
その後、2018Mr.Japanにおいて兵庫県代表の「Mr.HYOGO」としてファイナリストとなり、日本第3位の成績を収める。
2018年4月から2021年6月までメンズアイドルグループ「天下舞装」の青色担当　竜馬として活動。
2022年から「ハイテンションボーイズ!!!」「CCO1」としてYouTubeで活動。
また、2022年6月から「ハイテンションボーーーイズ」に改名、High Speed Boyz inc.所属となったが、2023年3月10日付けでハイテンションボーーーイズは解散、個人で活動して行くことが発表された。
甲南高等学校及び甲南大学のラグビー部出身。国体において、兵庫県選抜のメンバーとなった経験がある。ポジションはPR、LO。

## 出演

### テレビドラマ
- 連続ドラマW 5人のジュンコ 第1話（2015年11月21日、WOWOW） - 記者 役
- 下町ロケット（2018年10月 - 12月[8]、TBS） - 諸星裕貴（佃製作所レギュラー社員） 役
- ノーサイド・ゲーム（2019年7月 - 9月、TBS） - 森本竜馬 役[9]
- 逃げるは恥だが役に立つガンバレ人類！新春スペシャル!!（2021年1月2日、TBS） - 林原誠人 役
- REAL ⇔FAKE 2nd Stage 第2話 - 第4話（2021年6月 - 7月、 MBS/TBS） - 手下 役
- TOKYO VICE （2022年春、WOWOW）- 戸澤組 組員 役[10]
- ねこ物件 第5話、第7話 - 第8話（2022年4月-6月、テレビ神奈川 他）- ジンロン手下・青龍 役
- VIVANT 第8話（2023年9月3日、TBS）- 兵士 役[11]
- ほんとうにあった怖い話 25周年スペシャル 第3話「視える!?」（2024年8月17日、フジテレビ）- ナンパ男 役[12]

### Webドラマ
- JAM -the drama- 第1話 - 第2話（2021年8月、 ABEMA SPECIALチャンネル） - SP 役[13]
- あやかし討滅伝コウガイガー 第1話 - 第4話（2021年9月 、YouTube ギガ特撮チャンネル） - リキマル 役[14]
- 君と世界が終わる日に season3 第4話、第5話（2022年2月、 Hulu）[15]
- CONNECT 覇者への道（2025年6月、 U-NEXT他）- 雀　平真 役[16]

### バラエティ
- モノノケハント（2021年1月8日、2021年3月29日、フジテレビ）- 青モノノケ 役

### 映画
- 新宿スワン（2015年5月） - 主人公の同級生 役
- 白兵奇襲隊コンバットキャッツ（2017年7月、ユーロライブ）[17] - 釘崎達也 役
- ブレイブ -群青戦記-（2021年3月）- 杉山竜馬 役
- KAPPEI‐（2022年3月）- 終末の戦士 役 [18]

### 舞台
- 火男の火（2013年8月、紀伊國屋ホール）[3] - アンサンブル
- SPLIT DECISION（2014年6月、築地本願寺ブディストホール） - 高島涼 役
- カナリアは泣かないから（2014年7月） - 主演、ショータ 役
- たゆたう（2014年8月、高円寺 明石スタジオ） - 大学生 のぶ 役
- Mode vol.1「ペレストロイカ」（2015年1月、渋谷 七面鳥） - ワダチツトム 役
- Legend〜風のなかの塵〜（2016年2月、エアースタジオ） - 主演、奥田 役
- わりとキリギリス（2017年4月、OFF OFFシアター） - 緒方祐二 役
- TRICK THE THEATRE（2017年6月、シアターグリーン）[19] - AG 役
- 舞台「PSYCHO-PASS サイコパス Virtue and Vice 3」（2024年3月、THEATER MILANO-Za・森ノ宮ピロティホール）[20] - アンサンブル
- 舞台「「京極の轍 -京羅戦争編-」powered byヒューマンバグ大学」（2024年5月、新宿FACE）[21] - 高城蓮太郎 役
- Action Stage「エリオスライジングヒーローズ」-THE NORTH-（2025年1月、品川プリンスホテル ステラボール・森ノ宮ピロティホール） - アンサンブル[22]

### ファッションショー・モデル
- Tokyo Street Collection Vol.5（2017年8月、STUDIO COAST）[23]
- ふんどしファッションショー（2017年10月、100BANCH）[24][25]
- NEXT GATE COLLECTION（2017年10月 - 2021年6月）
- HUAWEI JAPAN 2024年下半期フラッグシップ新製品発表会(2024年10月）[26]

### CM
- ドンキチャンネル『花王メンズビオレONE』全身のケアこれ1本キャンペーンCM（2020年4月） - 他郎 役
- 有楽製菓株式会社/黒い雷神ブラックサンダー『ブラックサンダー2020年リニューアルWEBムービー』（2020年9月） - リニューアルブラックサンダー 役[27][28]
- 株式会社アドレア『覇道任侠伝～仁義の絆～』WebCM（2020年12月 - ） - 殲滅の虎神 皇牙 役
- ドンキチャンネル『【レッドブル】キリッと冷やしたレッドブルさえあれば乗り切れるってマジか？！キャンペーン』CM（2021年7月） - 竹内 亮 役
- 有楽製菓株式会社/黒い雷神ブラックサンダー『黒雷探偵事務所-怪盗ブラックサンダーを追って- Episode05 しふくのひととき』（2021年9月） - 私服のブラックサンダー選手 役[29]
- FIT PLACE24/TV CM（2023年8月 - ） - ランナー 役
- 三井化学クロップ&ライフソリューション株式会社/『ザクサ液剤』TV CM（2023年10月 - ） - 選手 役
- 株式会社明治『果汁グミスマートパック 泉谷星奈のおしごと完全密着 エピソード5:ダンス篇』CM（2024年10月） - バックダンサー 役

### ミュージックビデオ
- 光通信イメージソング「光のバラード」MV（2015年）
- Kis-My-Ft2「最後もやっぱり君」MV（2015年11月）
- Da-iCE「FAKE ME FAKE ME OUT」MV（2019年4月）
- キュウソネコカミ「華麗なる飯」MV（2020年3月）

### アニメ
- トピックメーカー「新ニッポンヒストリー」第2話（2020年1月13日、チバテレ） - 竜馬 役

### インターネット配信
- LINKの○○特等席（2012年8月 - 2017年8月 、WALLOP） - レギュラー
- Actors☆Planet（2017年2月 - 、LINE LIVE） - レギュラー

### その他
- SPLASH! vol.3（2017年5月28日、渋谷 七面鳥） - MC[30]
- 格闘技イベント KNOCK OUT - 選手入場パフォーマー
- SLUSH TOKYO 2018（2018年3月、東京ビッグサイト） - ふんどしアンドロイド[31]
- 逆転人生「産後太りは怖くない!ママたちの幸せ逆転劇」(2021年7月5日、 NHK） - トレーナー 役
- 中居大輔と本田翼と夜な夜なラブ子さん(2021年8月12日、TBS） - コージ・トクダ 役
- エムアイシー21アンバサダー2025[32]
- THE SECOND～漫才トーナメント～2025(2025年5月17日、 フジテレビ） - ラウンドボーイ

## ディスコグラフィー
「天下舞装」として楽曲に参加。
| 曲名                                   | 配信開始日     | 備考 |
| -------------------------------------- | -------------- | --- |
| 輪廻ノ舞                               | 2020年2月25日  | チバテレトピックメーカー「新ニッポンヒストリー（シーズン1・2）」OP 作詞:百合野大志 作曲:NIKK・宮内椋太 レーベル：NEXT GATE |
| ごえもん～天下の恋泥棒ノ舞～           | 2020年5月31日  | チバテレトピックメーカー「新ニッポンヒストリー（シーズン3）」OP 作詞:百合野大志 作曲:NEXT GATE レーベル：NEXT GATE         |
| 無限大・愛                             | 2020年10月12日 | 作詞・作曲:佐藤暢彦 レーベル:NEXT GATE                                                                                     |
| 笑天下！舞天下！                       | 2020年11月13日 | 作詞・作曲:NIKK・天下舞装 レーベル:NEXT GATE                                                                               |
| 我舞者羅夢追人                         | 2020年11月21日 | 作詞・作曲:NIKK・宮内椋太・俺ひろし レーベル:NEXT GATE                                                                     |
| Viva!今!!Fever!!!                      | 2021年3月1日   | 作詞・作曲:佐藤暢彦 レーベル:NEXT GATE                                                                                     |
| 宴～ハジマリノマイ～                   | 2021年3月10日  | 作詞・作曲:NIKK・宮内椋太・ねくすげ レーベル:NEXT GATE                                                                     |
| 新・ごえもん～天下の恋泥棒ノ舞～       | 2021年6月11日  | 作詞:NEXT GATE 作曲:NEXT GATE レーベル：NEXT GATE                                                                          |
| ミュージックビデオ「笑天下！舞天下！」 | 2020年9月21日  | 公式Youtube「天下舞装チャンネル」において配信                                                                              |
| ミュージックビデオ「無限大・愛」       | 2020年10月27日 | 公式Youtube「天下舞装チャンネル」において配信                                                                              |